# Desmocapsaceae
Desmocapsaceae is een familie in de taxonomische indeling van de Myzozoa, een stam van microscopische parasitaire dieren.

## Taxonomie
De familie kent één geslacht:
- Desmocapsa